# Bata (indumentària)
La bata és una peça de vestir, originàriament llarga gairebé fins als peus i amb mànigues, usada generalment per a estar per casa.
També és una peça de vestir amb les mateixes característiques que l'anterior, però amb una altra finalitat, com posar-la damunt el pijama per a abrigar-se a casa; o la bata de bany o barnús per a eixugar-se sortint de la dutxa.

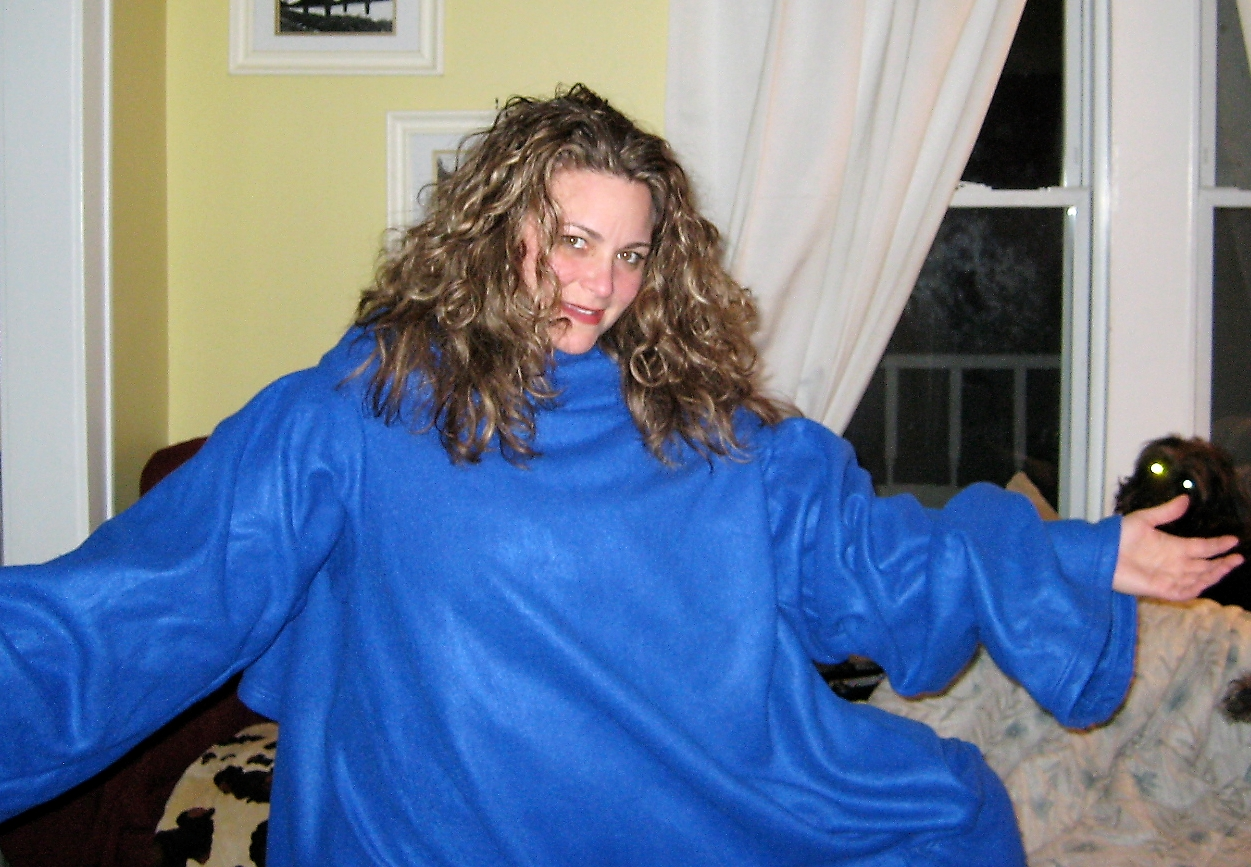
Dona amb bata
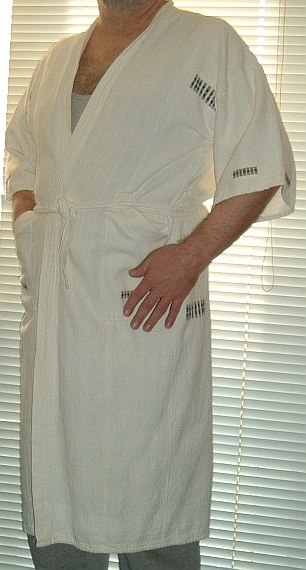
Bata de bany o barnús